# William Sartain
Pour les articles homonymes, voir Sartain.
William Sartain, né le 21 novembre 1843 à Philadelphie et mort le 25 octobre 1924 à New York est un peintre américain. 

## Biographie

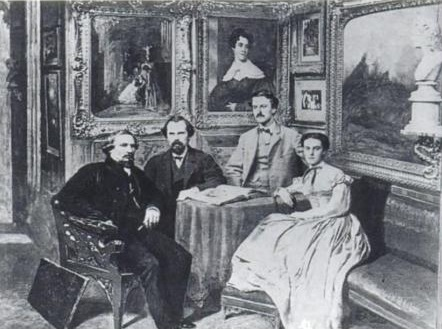
John Sartain et ses enfants, Henry, William et Emily en 1868

Fils de John Sartain et frère d'Emily Sartain, il étudie à la Central High School (Philadelphia) (en) puis à la Pennsylvania Academy of the Fine Arts où il est élève de Thomas Eakins et de Charles Lewis Fussell (en). 
Il voyage en 1868 à Eakins et demeure à Paris jusqu'en 1875 avant de revenir à Philadelphie puis à New York où il meurt au Post Graduate Hospital. 
Ses œuvres sont conservées, entre autres, à la Pennsylvania Academy of the Fine Arts, au Philadelphia Museum of Art, au Brooklyn Museum, au Capitole et au National Museum of American Art.

## Galerie

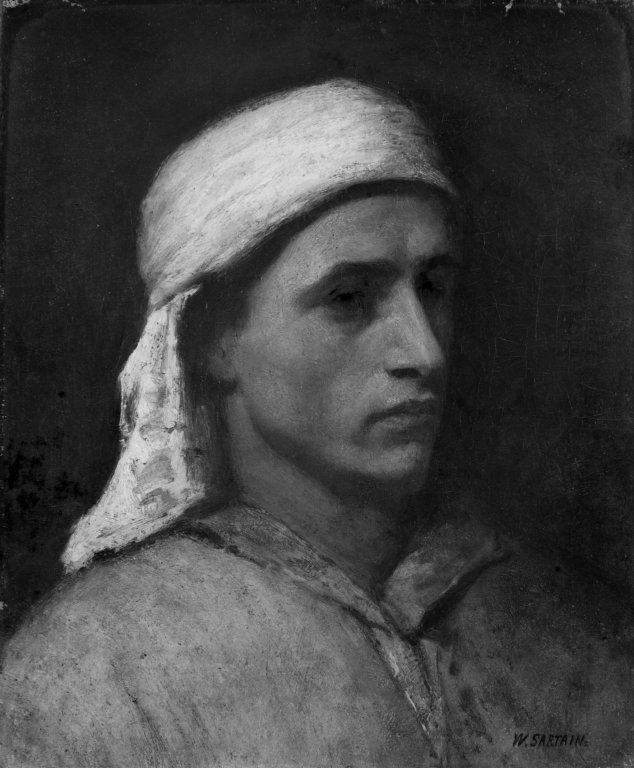
Arab Head (1880)
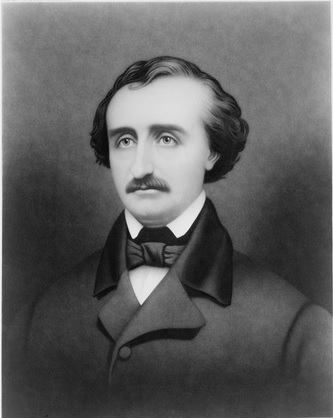
Edgar Allan Poe (1890-1900)
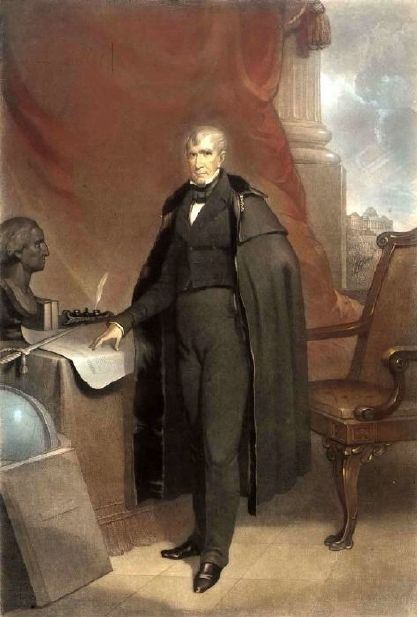
William Henry Harrison